# Бирдсли, Монро
Монро Бирдсли (англ. Monroe Curtis Beardsley; 10 декабря 1915, Бриджпорт, Коннектикут — 18 сентября 1985, Филадельфия, Пенсильвания) — американский философ
 искусства, одна из ключевых фигур послевоенной американской эстетики, главный представитель эстетического перцептуализма (аналитического эмпиризма). Способствовал упрочению международного престижа американской эстетики и её авторитета внутри страны.

## Биография
Монро Бердсли окончил Йельский университет в 1936 году, в 1939 году там же получил PhD.
В 1958 году Бердсли выпустил свою первую книгу «Эстетика: проблемы философии критики», которая стала наиболее фундаментальным обзором вопросов мировой эстетики, появившихся в пятидесятые годы. В тексте подробно рассматривались основные вопросы американской эстетики и философии искусства, разрабатывались наиболее спорные вопросы. В течение следующих двадцати лет книга переиздавалась множество раз и стала одним из программных текстов американской эстетики. В 1980 году она была дополнена работой «Постскриптум 1980: некоторые старые проблемы в новой перспективе», где Бердсли вновь обратился к таким вопросам эстетики, как определение и онтология искусства, эстетические качества и ценности, метафора, экспрессия, фикция, оценивающие суждения и др. Кроме того, он постарался учесть важнейшие работы, появившиеся в англо-американской эстетике за последние двадцать лет.
В позиции Бердсли относительно роли эстетики в современной философской системе можно выделить два направления: представление об эстетике как «метакритике» и рассмотрение особых «эстетических явлений», центральным моментом которого является наличие «эстетического предмета» со свойственными ему «эстетическими качествами». Этому вопросу посвящена отдельная статья «Что такое эстетическое качество?» Вопреки господствующим в американской эстетике антиэссенциалистским теориям, Бердсли относился к умеренным антиэссенциалистам, занимался разработкой общей дефиниции искусства. В статье «Эстетическая дефиниция искусства» она сформулирована следующим образом: «произведение искусства является чем-то, что произведено с намерением придать ему способность удовлетворения эстетического интереса». Выгодное отличие данного им определения заключается в его аксиологической нейтральности, то есть возможности применить его в равной степени удачным и неудачным произведениям искусства. Однако оно не учитывает тех предметов, которые были созданы с намерением вызвать не эстетический интерес, а, например, шоковое состояние. По этой причине Бердсли не относил к произведениям искусства ни «редимэйды» Дюшана, ни развивающееся в тот момент направление концептуального искусства, что стало основанием для критики перцептуализма со стороны их основных противников — институционалистов.
«Эстетический опыт» — еще один концепт, который Бердсли разрабатывал на протяжении всей своей научной карьеры. Одним из условий его получения является «сильная и постоянная концентрация внимания на воспринимаемом предмете, его визуальной и звуковой структуре». С ним тесно связано его понятие «эстетической ценности» — единственной ценности, которая может быть определяющей для произведения искусства.
Бердсли был сторонником тесной связи между эстетикой и художественной критикой.